# Морские дьяволы (Доктор Кто)
Морские дьяволы (англ. The Sea Devils) — третья серия девятого сезона британского научно-фантастического телесериала «Доктор Кто», состоящая из шести эпизодов, которые были показаны в период с 26 февраля по 1 апреля 1972 года.

## Сюжет
Доктор и Джо наносят визит Мастеру, после поимки (серия «Демоны») заключённому в тюрьму на маленьком острове на неопределённый срок. Единственный заключённый в тюрьме, Мастер находится под наблюдением камер. Остров защищён минными полями, а также патрулируется вооружёнными солдатами, обученными сопротивлению гипнозу Мастера. Но несмотря на заявление о своих переменах, он отказывается раскрыть местоположение своей ТАРДИС.
Доктор узнаёт от начальника тюрьмы полковника Тренчарда, что в этих местах пропадают корабли. Доктор решает провести расследование, и вскоре во время осмотра морского форта его и Джо атакует двуногая рептилия, адаптированная к морю, которую один свидетель называет морским дьяволом. Они спасаются бегством на военно-морскую базу Сиспайт, находящуюся неподалеку, и, несмотря на эксцентричное поведение Доктора, объединяются с её начальником, капитаном Джоном Хартом, который переоборудует морской форт под испытательную станцию новых СОНАРов.
Тем временем Доктор узнаёт, что Мастер с помощью введённого в заблуждение Тренчарда крадёт оборудование с базы, чтобы построить машину для контроля морских дьяволов, из которых он хочет создать армию для завоевания планеты. Он вызывает нескольких из них из моря, и вскоре начинается битва за тюрьму, во время которой погибает Тренчард, считавший, что помогает бороться против вражеских агентов. Доктор и Джо сбегают на базу, где узнают, что пропала подводная лодка. Команда готовится сражаться с морскими дьяволами. Доктор спускается под воду в водолазном колоколе, откуда морские дьяволы его похищают и отводят к своему лидеру.
На базе морских дьяволов Доктор пытается провести мирные переговоры, вспоминая, как провалились прошлые с силурианцами, которые были вскоре уничтожены (серия «Доктор Кто и силурианцы»), но они срываются, когда на базу сбрасывают глубинные бомбы. Приказ на эту атаку был отдан вечно голодным и недальновидным политиком Робертом Уокером, который прибыл на Сиспайт, чтобы взять контроль над ситуацией. Он решает повторить действия ЮНИТ в Уэнли Мур: взорвать существ, но теперь с помощью ядерного оружия. Харт и Джо противятся этому, требуя дать Доктору шанс на побег, даже если он провалил переговоры.
Доктор убеждает Уокера дать ему ещё одну попытку переговорить с рептилиями, но те тем временем захватывают базу. Мастер, инициатор атаки, всё ещё желает войны и требует, чтобы Доктор построил машину, которая пробудит колонии морских дьяволов по всему миру. Вернувшись на базу рептилий, Мастер активирует устройство, после чего рептилии заключают его и Доктора в тюрьму, решив, что они теперь бесполезны. Но Доктор испортил машину и вместе с Мастером сбегает с базы, после чего сломанное устройство уничтожает колонию прежде, чем её атакуют войска. Мастер сбегает, симулировав сердечный приступ и угнав вертолет.

## Трансляции и отзывы
| Эпизод            | Дата показа     | Продолжительность | Телезрители (в миллионах) | Archive                     |
| ----------------- | --------------- | ----------------- | ------------------------- | --------------------------- |
| «Эпизод 1»        | 26 февраля 1972 | 24:40             | 6,4                       | RSC converted (NTSC-to-PAL) |
| «Эпизод 2»        | 4 марта 1972    | 24:30             | 9,7                       | RSC converted (NTSC-to-PAL) |
| «Эпизод 3»        | 11 марта 1972   | 24:05             | 8,3                       | RSC converted (NTSC-to-PAL) |
| «Эпизод 4»        | 18 марта 1972   | 24:21             | 7,8                       | PAL 2" colour videotape     |
| «Эпизод 5»        | 25 марта 1972   | 24:53             | 8,3                       | PAL 2" colour videotape     |
| «Эпизод 6»        | 1 апреля 1972   | 25:24             | 8,5                       | PAL 2" colour videotape     |
| [ 1 ] [ 2 ] [ 3 ] |                 |                   |                           |                             |